# Khama III
Pour les articles homonymes, voir Khama.
Khama III, né en 1837 à Mashu et décédé le 21 février 1923 à Serowe, connu sous le nom de Khama le Bon, était un Ksogi du peuple bamangwato au Bechuanaland qui a fait de son pays un protectorat du Royaume-Uni pour protéger son peuple des Boers et des Ndébélés.

## Biographie
Khama devient roi en 1875, après avoir renversé son père Sekgoma et évincé son frère Kgamane. Son ascension au pouvoir intervient à une période de dangers. La tribu voisine des Ndébélés et leurs incursions venues du nord (aujourd'hui le Zimbabwe) sur son territoire, la menace des Boers du sud et enfin l'arrivée des colons germaniques à l'ouest constituent tous des menaces pour son peuple et son arrière-pays. Il demande alors aux britanniques de lui assurer une protection et de l'asseoir dans son rôle de chef de ce territoire. Pour cela, il se convertit même au christianisme.
Les Britanniques acceptèrent pour diverses raisons : la facilité pour les missionnaires d'étendre le christianisme et l'exploitation économique des richesses de ce territoire (avec à sa tête Cecil Rhodes). En 1885, une résolution est prise où ils décident de diviser le territoire en deux : au sud de la rivière Molopo le territoire devient la colonie britannique de Bechuanaland, au nord de cette rivière il devient le protectorat Bechuanaland. La colonie est finalement intégrée à la colonie du Cap et fait aujourd'hui partie de l'Afrique du Sud.
Cecil Rhodes poursuit de son côté sa campagne de pression sur le gouvernement britannique pour annexer le protectorat (dirigé donc par Khama) jusqu'en 1895 où le protectorat obtient une semi-indépendance grâce à l'intervention de Khama (accompagné de trois autres chefs de Tswanas) à Londres qui défendit son dossier. Il restera le souverain de son peuple jusqu'à son décès en 1923.
En 1966, son petit-fils et héritier Seretse Khama devient le premier président de la république du Botswana.

## Sources
- Mrs. Wyndham Knight-Bruce, The Story of an African Chief (London, 1894).

- (en) Cet article est partiellement ou en totalité issu de l’article de Wikipédia en anglais intitulé « Khama III » (voir la liste des auteurs).